# 21438 Camibarnett
21438 Camibarnett là một tiểu hành tinh vành đai chính, có AU 2.218056. Nó có Quỹ đạo lệch tâm là 0.0816775 và vận tốc quỹ đạo là 1371.1208136 ngày (3.75 năm).
Calinger có vận tốc quỹ đạo trung bình là 19.16574172 km/s và độ nghiêng 2.68381°.
Tiểu hành tinh này được phát hiện ngày 20 tháng 3 năm 1998 bởi LINEAR.
Nó được đặt theo tên Camille Barnett.